# Trono del Leone

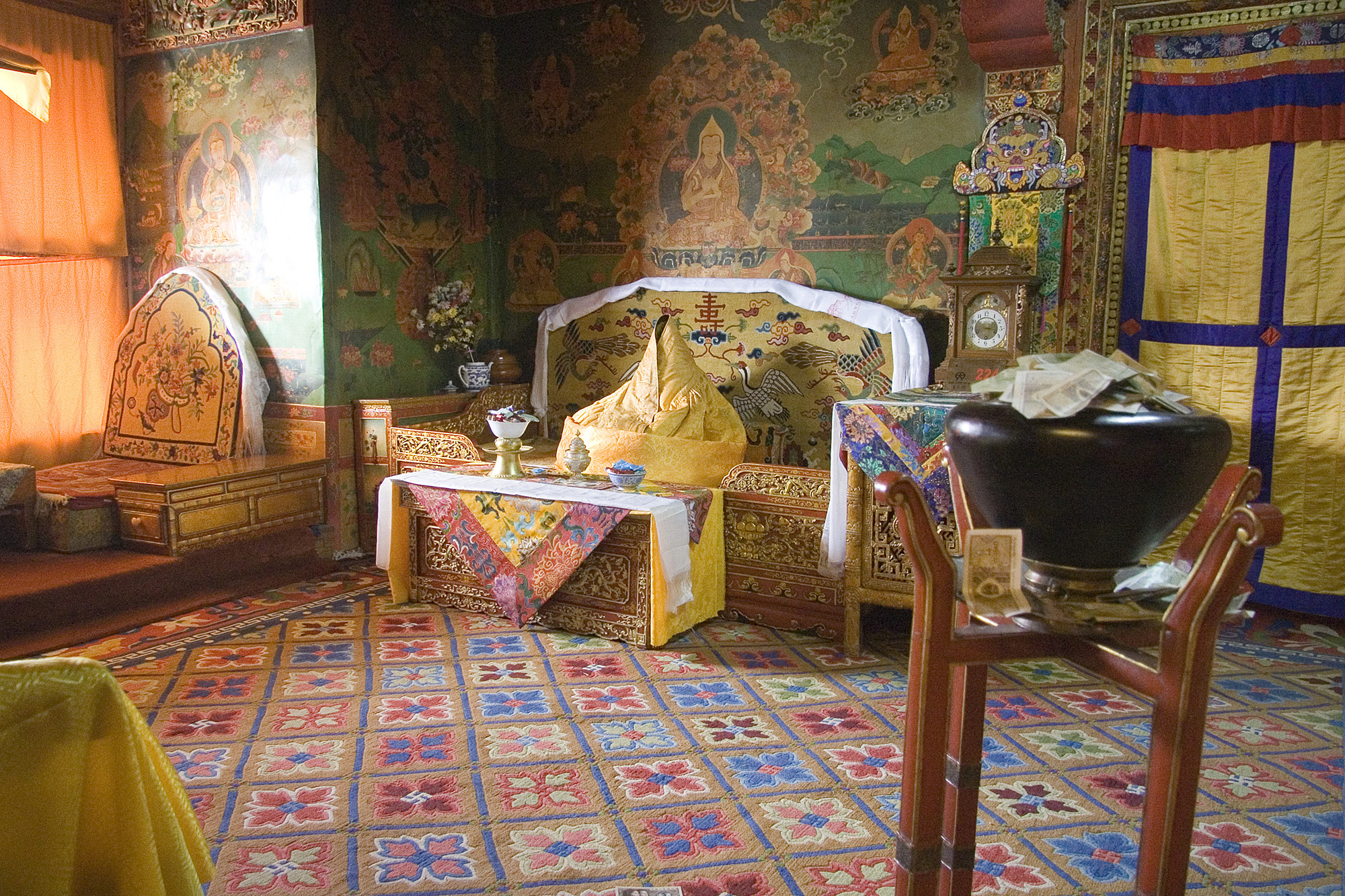

Il Trono del Leone è un'espressione poetica usata per identificare il seggio del Capo del Tibet e la figura principale del Buddismo nazionale. È storicamente situato presso il Palazzo del Potala, a Lhasa.